# Rosquinha

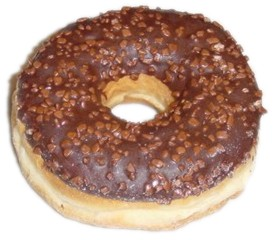
Donut coberto com chocolate

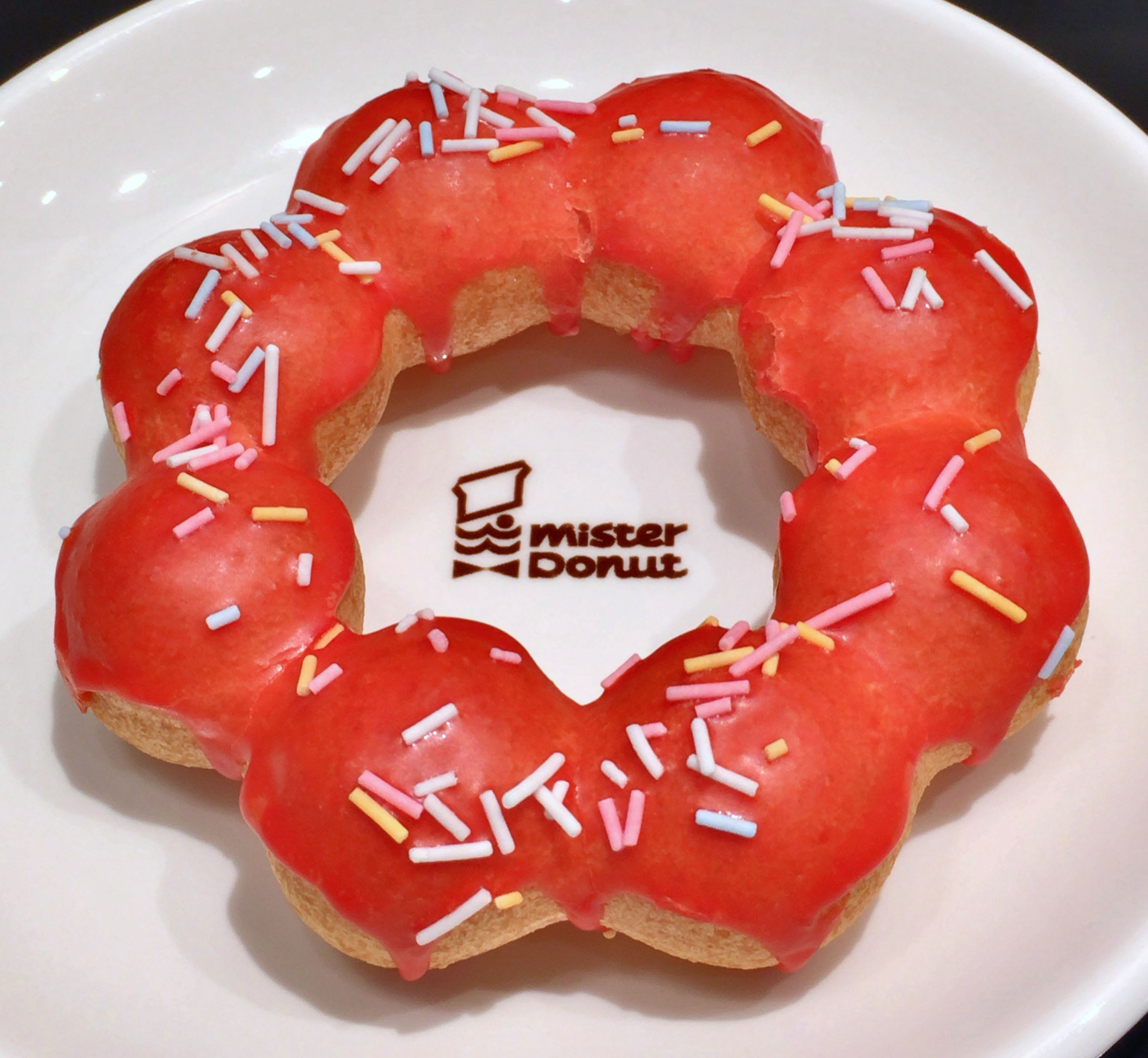
Mochi donut sabor morango por Mister Donut

Um donut, doughnut, dónute, rosca ou rosquinha é um pequeno bolo em forma de rosca (mais precisamente de toro), popular nos Estados Unidos e de origem incerta. Consiste numa massa açucarada frita, que pode ser coberta com diversos tipos de cobertura doce e colorida, como por exemplo chocolate.
Nos Estados Unidos e no Canadá, esta designação também pode ser usada para bolas de Berlim, que são conhecidas como "sonhos" no Brasil. Neste caso, em que o bolo tem uma forma esférica, a designação precisa usada nos Estados Unidos é filled doughnut, que significa "donut recheado". Pode ser recheado com geleia ou outros cremes doces. No caso da rosca, a designação precisa é ring doughnut, significando "donut rosca".
Em Portugal, a expressão donut ou dónute designa apenas o bolo em forma de rosca. O bolo esférico corresponde à bola de Berlim.

## História

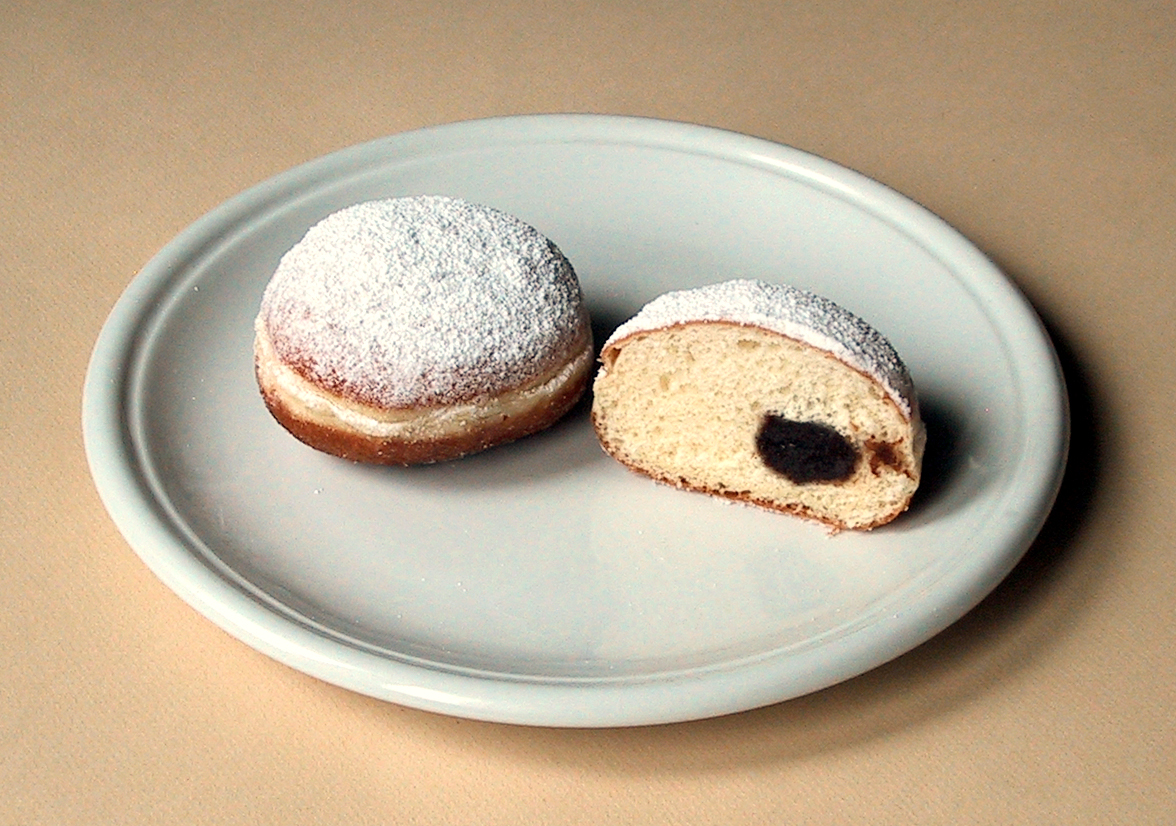
Berliner alemã, correspondendo ao filled donut americano

A exatidão histórica quanto à origem do donut não é consensual. Existe uma teoria que indica terem sido introduzidos na América do Norte por povoadores neerlandeses.
Por outro lado, Hanson Gregory, de origem americana, reclamou para si a invenção do donut em 1847, a bordo de um navio de transporte de fruta, quando tinha apenas dezesseis anos de idade. Este afirmou ter feito um buraco numa bola de Berlim, ao não se encontrar satisfeito com os centros crus que estas por vezes apresentavam. Segundo este, o buraco teria sido feito com um frasco de pimenta do navio, tendo esta técnica sido ensinada mais tarde à sua mãe.

## Etimologia

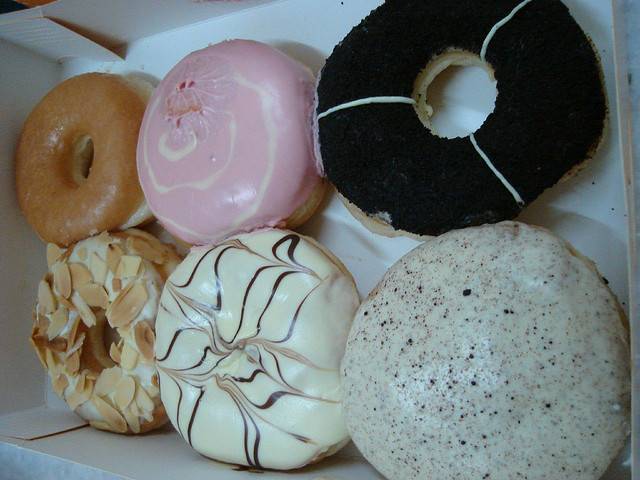
Donut

O registo mais antigo do termo doughnut data de um conto de 1808, que menciona uma série de "dough-nuts". No ano seguinte, em 1809, Washington Irving referiu-se a "doughnuts" na sua "História de Nova Iorque", sendo esta referência frequentemente citada como a primeira. Descrevia-os como "bolas de massa adoçada, fritas em gordura de porco". Note-se que a palavra dough significa massa, em língua inglesa, e nut significa noz. Assim sendo, doughnut podia ser interpretado como uma noz de massa. Fora dos EUA, em países de expressão inglesa, doughnut é a forma mais comum. Nos EUA, a versão abreviada donut é a mais comum. A primeira utilização desta versão data de 1929, num artigo do jornal Los Angeles Times, em que o autor, Bailey Millard, brincava com o declínio da ortografia naquele país e dava exemplos de palavras mal escritas. Donut era um dos exemplos. A empresa Dunkin' Donuts, fundada em 1948, é a mais antiga a usar a variação donut no seu nome.